# 本多夫 (石勒苏益格-荷尔斯泰因州)
本多夫是德国石勒苏益格－荷尔斯泰因州的一个市镇。总面积20.47平方公里，总人口439人，其中男性217人，女性222人（2011年12月31日），人口密度21人/平方公里。